# ريتشارد ماركوني
ريتشارد ماركوني (بالإيطالية: Richard Gabriel Marcone) (21 يناير 1993 ببوخارست في رومانيا - ) هو لاعب كرة قدم إيطالي في مركز حراسة المرمى. لعب مع نادي فيتشينزا وهيلاس فيرونا ونادي سودتيرول ونادي طرابنش 1905 ‏.

## وصلات خارجية
- ريتشارد ماركوني على موقع قاعدة بيانات كرة القدم.إي يو (الإنجليزية)